# سن-شارل-دو-بلشاس، کبک
سن-شارل-دو-بلشاس (به فرانسوی: Saint-Charles-de-Bellechasse) شهری در منطقه شهری بلشاس ناحیه شودییر-آپالاش در استان کبک کانادا است. در سرشماری سال ۲۰۱۱ این شهر ۲٬۲۸۵ نفر جمعیت داشته‌است و مساحت آن ۹۴٫۷۳ کیلومتر مربع است.